# Улица Белякова (Москва)
Улица Беляко́ва — небольшая улица на севере Москвы в районе Лианозово Северо-Восточного административного округа, от улицы Фёдорова до Зональной улицы.

## История
Названа в 1938 году в честь Героя Советского Союза, лётчика Александра Васильевича Белякова (1897—1982), штурмана экипажа, совершившего во главе с В. П. Чкаловым беспосадочные перелёты из Москвы на Дальний Восток (1936) и через Северный полюс в США (1937).

## Описание
Улица Белякова находится в дачном посёлке имени Ларина, начинается от улицы Фёдорова, проходит на северо-запад, пересекает улицы Водопьянова, Молокова, Шмидта, Слепнёва, Каманина (здесь оканчивается автомобильное движение по улице) и заканчивается на Зональной улице около МКАД. На улице раньше находился пионерский лагерь «Полёт» (дом 5), который был полностью снесён в начале 2000-х годов.

## Галерея

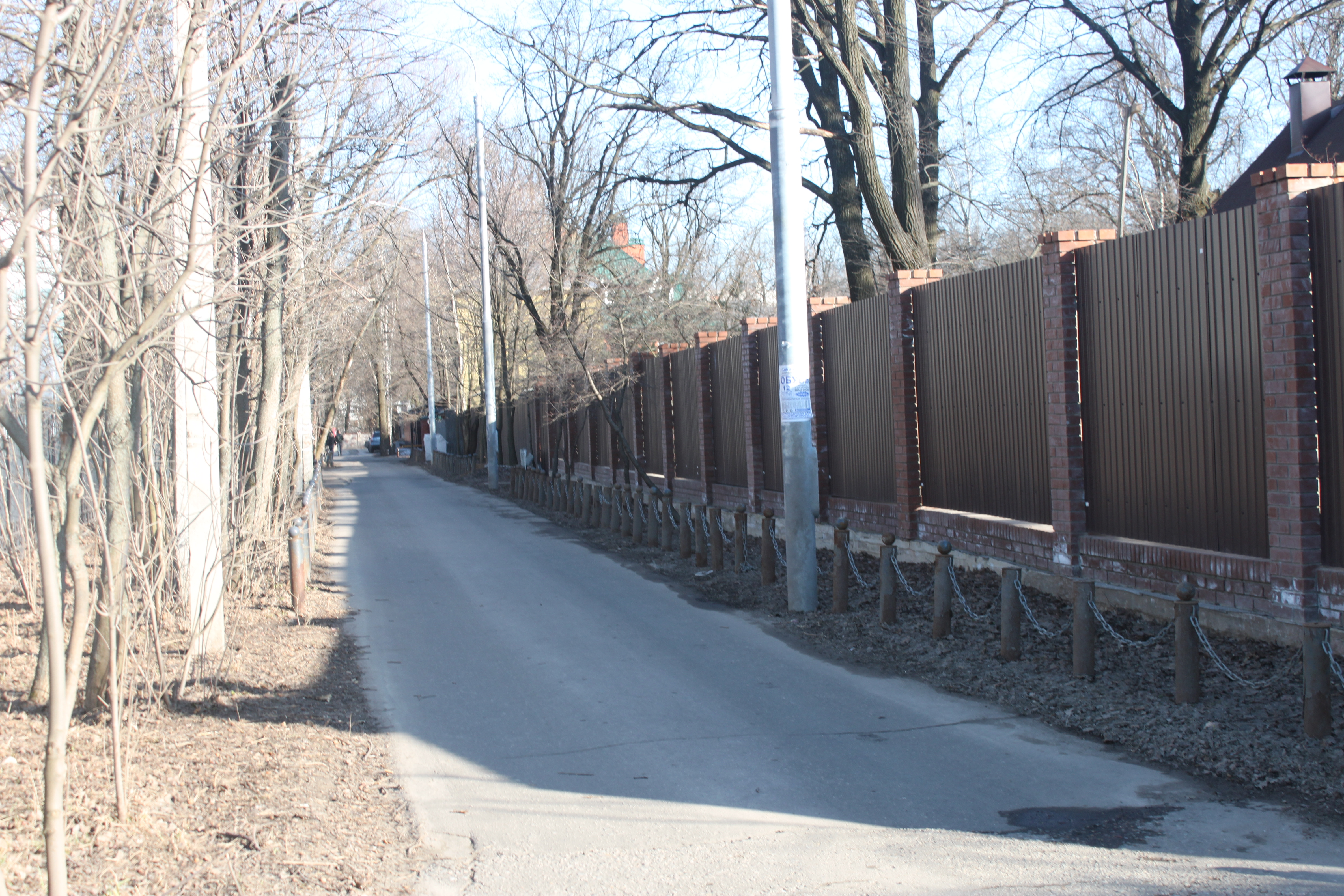
Вид на начало